# La Besseyre-Saint-Mary
Pour les articles homonymes, voir Saint-Mary.
La Besseyre-Saint-Mary (La Becèira [la bəˈsejrə] en occitan) est une commune française située dans le département de la Haute-Loire, en région d'Auvergne-Rhône-Alpes.

## Géographie

### Localisation
La commune de Besseyre-Saint-Mary se trouve dans le département de la Haute-Loire, en région Auvergne-Rhône-Alpes. Elle est limitrophe de la Lozère et proche du Cantal.
Elle se situe à 55 km par la route du Puy-en-Velay, préfecture du département, à 57 km de Brioude, sous-préfecture, et à 29 km de Langeac, bureau centralisateur du canton de Gorges de l'Allier-Gévaudan dont dépend la commune depuis 2015 pour les élections départementales.
La commune de La Besseyre-Saint-Mary, traversée par le 45e parallèle nord, est de ce fait située à égale distance du pôle Nord et de l'équateur terrestre (environ 5 000 km).
Les communes les plus proches sont : 
Auvers (3,1 km), Paulhac-en-Margeride (3,9 km), Desges (5,9 km), Venteuges (6,5 km), Chazelles (7,8 km), Grèzes (7,8 km), Saint-Privat-du-Fau (8,5 km), Tailhac (8,5 km).
| Auvers                        |                        | Desges    |
|                               | La Besseyre-Saint-Mary | Venteuges |
| Paulhac-en-Margeride (Lozère) | Saugues                |           |

### Climat
Pour des articles plus généraux, voir Climat d'Auvergne-Rhône-Alpes et Climat de la Haute-Loire.
En 2010, le climat de la commune est de type climat océanique altéré, selon une étude du Centre national de la recherche scientifique s'appuyant sur une série de données couvrant la période 1971-2000. En 2020, Météo-France publie une typologie des climats de la France métropolitaine dans laquelle la commune est exposée à un climat de montagne ou de marges de montagne et est dans la région climatique Sud-est du Massif Central, caractérisée par une pluviométrie annuelle de 1 000 à 1 500 mm, minimale en été, maximale en automne.
Pour la période 1971-2000, la température annuelle moyenne est de 7,1 °C, avec une amplitude thermique annuelle de 15,5 °C. Le cumul annuel moyen de précipitations est de 867 mm, avec 10,5 jours de précipitations en janvier et 6,7 jours en juillet. Pour la période 1991-2020, la température moyenne annuelle observée sur la station météorologique de Météo-France la plus proche, « Auvers », sur la commune d'Auvers à 3 km à vol d'oiseau, est de 6,7 °C et le cumul annuel moyen de précipitations est de 1 045,3 mm,. Pour l'avenir, les paramètres climatiques de la commune estimés pour 2050 selon différents scénarios d'émission de gaz à effet de serre sont consultables sur un site dédié publié par Météo-France en novembre 2022.

### Hydrographie
Le principal cours d'eau qui traverse la commune est la Desges.

### Géologie et relief
La commune se situe dans les monts de la Margeride, un massif caractérisé par une formation granitique au sud et métamorphique au nord. Son point culminant, le mont Mouchet, atteint 1 496 mètres d'altitude.

## Urbanisme

### Typologie
Au 1er janvier 2024, La Besseyre-Saint-Mary est catégorisée commune rurale à habitat très dispersé, selon la nouvelle grille communale de densité à sept niveaux définie par l'Insee en 2022.
Elle est située hors unité urbaine et hors attraction des villes,.

### Occupation des sols
L'occupation des sols de la commune, telle qu'elle ressort de la base de données européenne d’occupation biophysique des sols Corine Land Cover (CLC), est marquée par l'importance des forêts et milieux semi-naturels (56,7 % en 2018), en diminution par rapport à 1990 (58,9 %). La répartition détaillée en 2018 est la suivante : 
forêts (55 %), zones agricoles hétérogènes (31,6 %), prairies (11,7 %), milieux à végétation arbustive et/ou herbacée (1,7 %). L'évolution de l’occupation des sols de la commune et de ses infrastructures peut être observée sur les différentes représentations cartographiques du territoire : la carte de Cassini (XVIIIe siècle), la carte d'état-major (1820-1866) et les cartes ou photos aériennes de l'IGN pour la période actuelle (1950 à aujourd'hui).

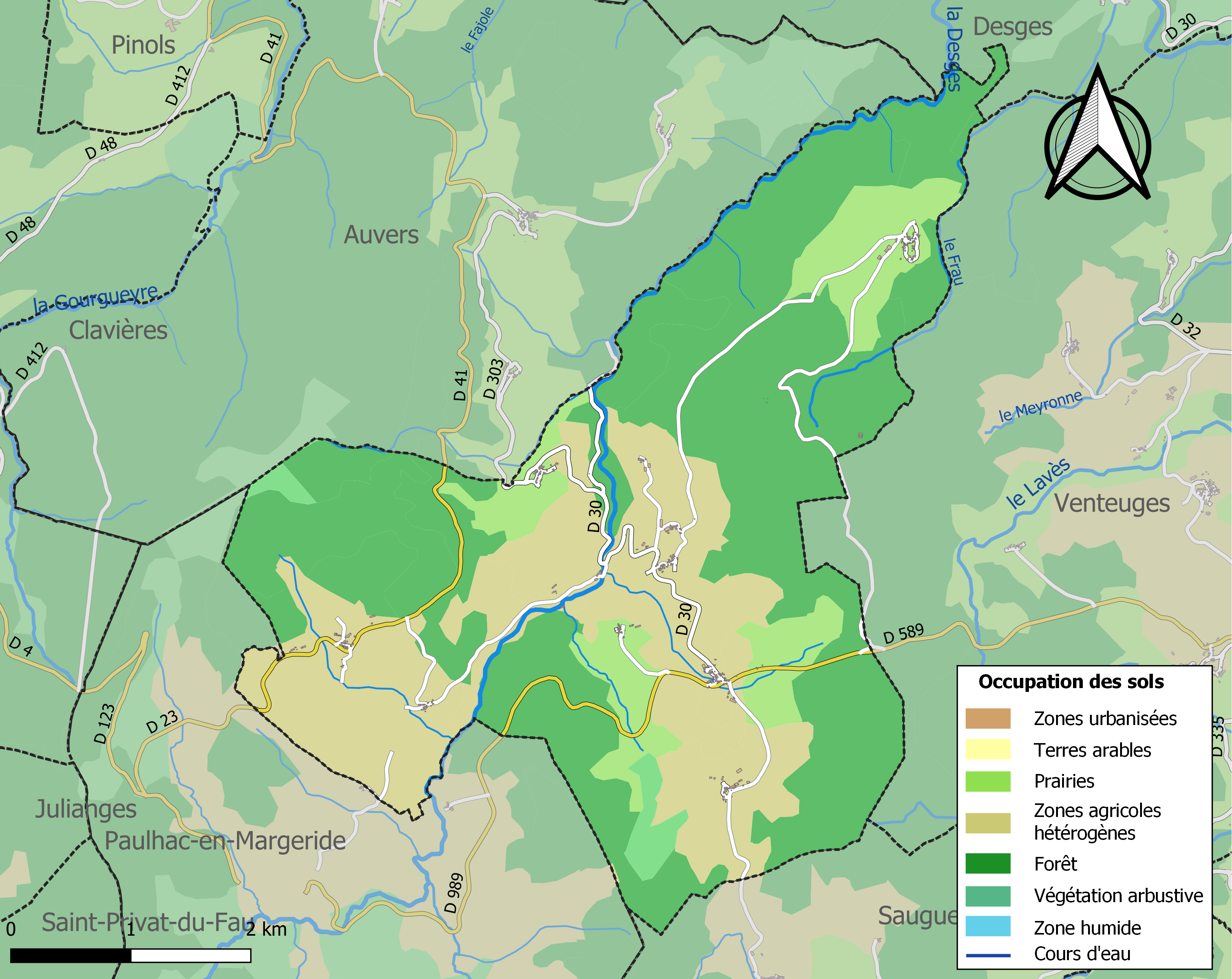
Carte des infrastructures et de l'occupation des sols de la commune en 2018 (CLC).
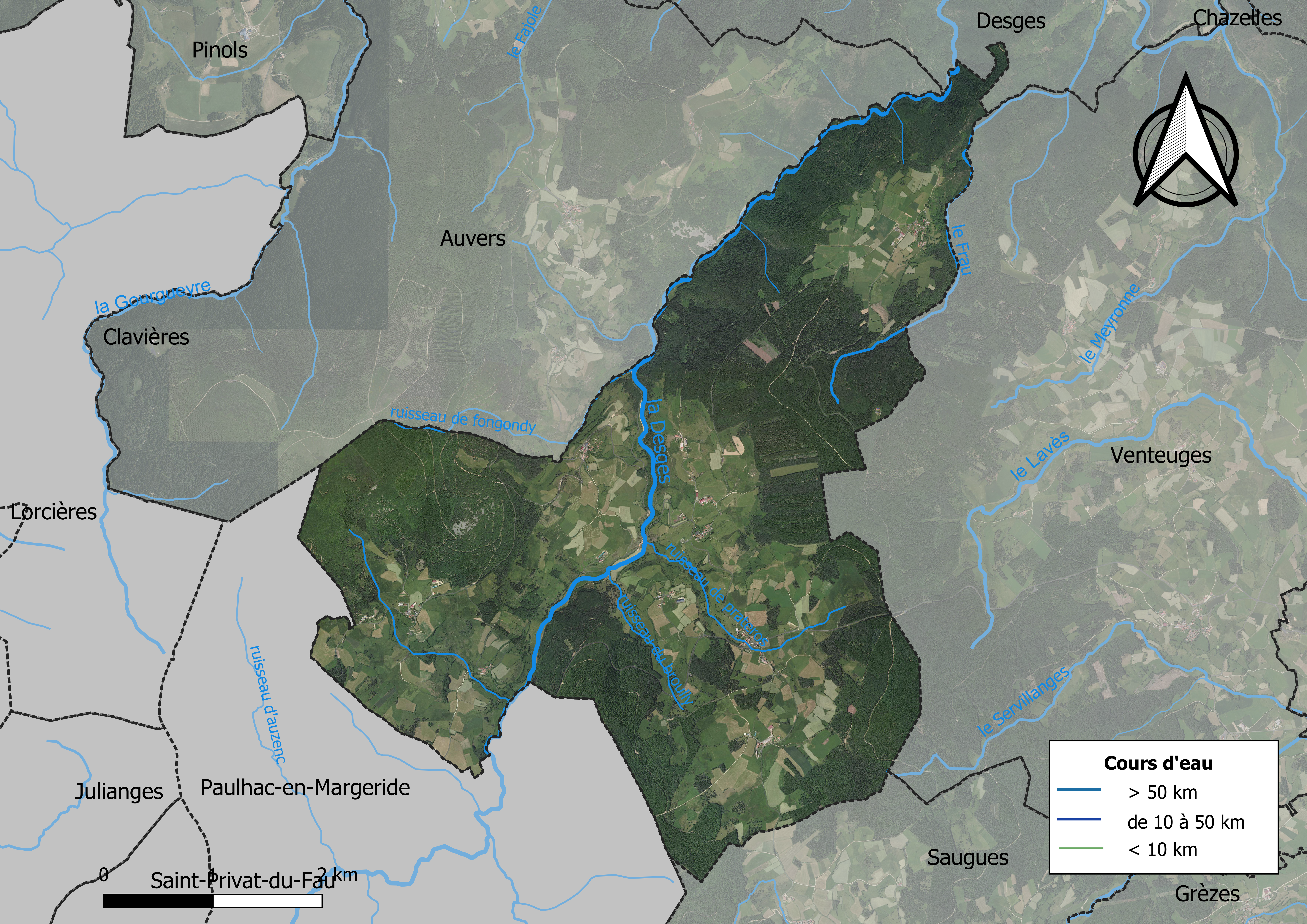
Carte orthophotographique de la commune.

### Hameaux et lieux-dits
Villages : le Besset, la Besseyre Saint Mary, Darnes, Hontès-Bas, Hontès-Haut, Pompeyrin, Sept-Sols, la Soucheyre.
Maisons isolées : la Baraque de l'Agneau (Hontès-Haut), la Barthe, la Boriette, Chamblard, Moulin d'Ally, Moulin Sicard.

### Habitat et logement
En 2018, le nombre total de logements dans la commune était de 126, alors qu'il était de 122 en 2013 et de 119 en 2008.
Parmi ces logements, 38,7 % étaient des résidences principales, 43,8 % des résidences secondaires et 17,5 % des logements vacants. Ces logements étaient pour 97,6 % d'entre eux des maisons individuelles et pour 2,4 % des appartements.
Le tableau ci-dessous présente la typologie des logements à la La Besseyre-Saint-Mary en 2018 en comparaison avec celle de la Haute-Loire et de la France entière. Une caractéristique marquante du parc de logements est ainsi une proportion de résidences secondaires et logements occasionnels (43,8 %) supérieure à celle du département (16,1 %) et à celle de la France entière (9,7 %). Concernant le statut d'occupation de ces logements, 96 % des habitants de la commune sont propriétaires de leur logement (91,7 % en 2013), contre 70 % pour la Haute-Loire et 57,5 pour la France entière.
| Typologie                                               | La Besseyre-Saint-Mary | Haute-Loire | France entière |
| ------------------------------------------------------- | ---------------------- | ----------- | -------------- |
| Résidences principales (en %)                           | 38,7                   | 71,5        | 82,1           |
| Résidences secondaires et logements occasionnels (en %) | 43,8                   | 16,1        | 9,7            |
| Logements vacants (en %)                                | 17,5                   | 12,4        | 8,2            |

## Toponymie
Prioratus de la Besseyra (1288), Villa de Besseria in Alvernia (1327), Besseria, dioc. S. Flori (1464), La Besseire (1539), Paroisse de la Besseire de Sainct-Mary, diocèse de Sainct-Flour (1588), La Bessiere-Saint-Mary (XVIIIe siècle), Besseyre-Nivôse (1793).
La Besseyre est la francisation du nom occitan La Becèira, qui signifie la boulaie, l'endroit planté de bouleaux (lo bèç en langue d'oc).

## Histoire
Autrefois située dans l'ancienne province du Gévaudan, la commune de La Besseyre-Sainte-Marie faisait partie d'une seigneurie appelée le Besset. À la fin du XIVe siècle, les terres du Besset furent rachetées par la maison de Rochemure, qui en devint alors la propriétaire.
Un habitant de la Besseyre-Saint-Mary, Jean Chastel, abattit dans la paroisse voisine d'Auvers, le 19 juin 1767, la célèbre Bête du Gévaudan.
Durant la Révolution française, sous la Convention nationale (1792-1795), la commune fut renommée La Besseyre-Nivôse.
Au XVIIIe siècle, une verrerie était en activité au château de Chamblard, tandis que la rivière Desges accueillait trois anciens moulins à eau : le moulin Sicard, le moulin d'Ally et le moulin de la Boriette.
Au XIXe siècle, la forêt du Faval abritait une charbonnière (ruines de la "baraque de Freycenet").

## Politique et administration

### Découpage territorial
La commune de Besseyre-Saint-Mary est membre de la communauté de communes des Rives du Haut Allier, un établissement public de coopération intercommunale (EPCI) à fiscalité propre créé le 27 décembre 2016 dont le siège est à Langeac. Ce dernier est par ailleurs membre d'autres groupements intercommunaux.
Sur le plan administratif, elle est rattachée à l'arrondissement de Brioude, au département de la Haute-Loire, en tant que circonscription administrative de l'État, et à la région Auvergne-Rhône-Alpes.
Sur le plan électoral, elle dépend du canton de Gorges de l'Allier-Gévaudan pour l'élection des conseillers départementaux, depuis le redécoupage cantonal de 2014 entré en vigueur en 2015, et de la deuxième circonscription de la Haute-Loire  pour les élections législatives, depuis le redécoupage électoral de 1986.

### Élections municipales et communautaires

#### Élections de 2020
Le conseil municipal de Besseyre-Saint-Mary, commune de moins de 1 000 habitants, est élu au scrutin majoritaire plurinominal à deux tours avec candidatures isolées ou groupées et possibilité de panachage. Compte tenu de la population communale, le nombre de sièges à pourvoir lors des élections municipales de 2020 est de 11. Sur les quinze candidats en lice, onze sont élus dès le premier tour, le 15 mars 2020, correspondant à la totalité des sièges à pourvoir, avec un taux de participation de 48,05 %.
Jean Baptiste Pascal est élu nouveau maire de la commune le 23 mai 2020.
Dans les communes de moins de 1 000 habitants, les conseillers communautaires sont désignés parmi les conseillers municipaux élus en suivant l’ordre du tableau (maire, adjoints puis conseillers municipaux) et dans la limite du nombre de sièges attribués à la commune au sein du conseil communautaire. Un siège est attribué à la commune au sein de la communauté de communes des Rives du Haut Allier.

#### Liste des maires
| Période | Période  | Identité         | Étiquette | Qualité                          |
| ------- | -------- | ---------------- | --------- | -------------------------------- |
| 1989    | 1995     | Prosper Chany    |           |                                  |
| 1995    | 2001     | Joseph Boisserie |           |                                  |
| 2001    | 2008     | Jean Pascal      |           |                                  |
| 2008    | 2014     | Georges Dalle    |           |                                  |
| 2014    | En cours | Jean Pascal      |           | Agriculteur retraité à Pompeyrin |

## Population et société

### Démographie

#### Évolution démographique
L'évolution du nombre d'habitants est connue à travers les recensements de la population effectués dans la commune depuis 1793. Pour les communes de moins de 10 000 habitants, une enquête de recensement portant sur toute la population est réalisée tous les cinq ans, les populations de référence des années intermédiaires étant quant à elles estimées par interpolation ou extrapolation. Pour la commune, le premier recensement exhaustif entrant dans le cadre du nouveau dispositif a été réalisé en 2006.

En 2022, la commune comptait 102 habitants, en évolution de +0,99 % par rapport à 2016 (Haute-Loire : +0,36 %, France hors Mayotte : +2,11 %).
| 1793 | 1800 | 1806 | 1821 | 1831 | 1836 | 1841 | 1846 | 1851 |
| ---- | ---- | ---- | ---- | ---- | ---- | ---- | ---- | ---- |
| 604  | 515  | 595  | 629  | 664  | 608  | 650  | 670  | 708  |

| 1856 | 1861 | 1866 | 1872 | 1876 | 1881 | 1886 | 1891 | 1896 |
| ---- | ---- | ---- | ---- | ---- | ---- | ---- | ---- | ---- |
| 700  | 672  | 587  | 574  | 592  | 630  | 590  | 591  | 590  |

| 1901 | 1906 | 1911 | 1921 | 1926 | 1931 | 1936 | 1946 | 1954 |
| ---- | ---- | ---- | ---- | ---- | ---- | ---- | ---- | ---- |
| 601  | 574  | 571  | 432  | 426  | 382  | 381  | 366  | 331  |

| 1962 | 1968 | 1975 | 1982 | 1990 | 1999 | 2006 | 2011 | 2016 |
| ---- | ---- | ---- | ---- | ---- | ---- | ---- | ---- | ---- |
| 324  | 302  | 244  | 204  | 156  | 131  | 137  | 130  | 101  |

| 2021 | 2022 | - | - | - | - | - | - | - |
| ---- | ---- | - | - | - | - | - | - | - |
| 100  | 102  | - | - | - | - | - | - | - |

#### Pyramide des âges
La population de la commune est relativement âgée.
En 2018, le taux de personnes d'un âge inférieur à 30 ans s'élève à 25,7 %, soit en dessous de la moyenne départementale (31 %). À l'inverse, le taux de personnes d'âge supérieur à 60 ans est de 37,6 % la même année, alors qu'il est de 31,1 % au niveau départemental.
En 2018, la commune comptait 54 hommes pour 44 femmes, soit un taux de 55,1 % d'hommes, largement supérieur au taux départemental (49,13 %).
Les pyramides des âges de la commune et du département s'établissent comme suit.
| Hommes | Classe d’âge | Femmes |
| ------ | ------------ | ------ |
| 0,0    | 90 ou +      | 4,4    |
| 16,1   | 75-89 ans    | 17,8   |
| 21,4   | 60-74 ans    | 15,6   |
| 26,8   | 45-59 ans    | 20,0   |
| 10,7   | 30-44 ans    | 15,6   |
| 10,7   | 15-29 ans    | 6,7    |
| 14,3   | 0-14 ans     | 20,0   |

| Hommes | Classe d’âge | Femmes |
| ------ | ------------ | ------ |
| 0,9    | 90 ou +      | 2,5    |
| 8,4    | 75-89 ans    | 11,7   |
| 20,4   | 60-74 ans    | 20,5   |
| 21,3   | 45-59 ans    | 20,3   |
| 16,8   | 30-44 ans    | 16,3   |
| 15,2   | 15-29 ans    | 13,2   |
| 17     | 0-14 ans     | 15,6   |

## Économie

### Emploi
| Division       | 2008   | 2013  | 2018  |
| -------------- | ------ | ----- | ----- |
| Commune        | 11,1 % | 6,2 % | 5,6 % |
| Département    | 6,3 %  | 7,7 % | 7,7 % |
| France entière | 8,3 %  | 10 %  | 10 %  |

En 2018, la population âgée de 15 à 64 ans s'élève à 52 personnes, parmi lesquelles on compte 72,2 % d'actifs (66,7 % ayant un emploi et 5,6 % de chômeurs) et 27,8 % d'inactifs,. En 2018, le taux de chômage communal (au sens du recensement) des 15-64 ans est inférieur à celui de la France et du département, alors qu'en 2008 la situation était inverse.
La commune est hors attraction des villes,. Elle compte 23 emplois en 2018, contre 28 en 2013 et 30 en 2008. Le nombre d'actifs ayant un emploi résidant dans la commune est de 35, soit un indicateur de concentration d'emploi de 66,8 % et un taux d'activité parmi les 15 ans ou plus de 47,6 %.
Sur ces 35 actifs de 15 ans ou plus ayant un emploi, 21 travaillent dans la commune, soit 61 % des habitants. Pour se rendre au travail, 69,4 % des habitants utilisent un véhicule personnel ou de fonction à quatre roues, 11,1 % s'y rendent en deux-roues, à vélo ou à pied et 19,4 % n'ont pas besoin de transport (travail au domicile).

### Activités hors agriculture
6 établissements sont implantés à la La Besseyre-Saint-Mary au 31 décembre 2019. Le tableau ci-dessous en détaille le nombre par secteur d'activité et compare les ratios avec ceux du département,.
| Secteur d'activité                                         | Commune | Commune | Département |
| Secteur d'activité                                         | Nombre  | %       | %           |
| ---------------------------------------------------------- | ------- | ------- | ----------- |
| Ensemble                                                   | 6       |         |             |
| Industrie manufacturière, industries extractives et autres | 3       | 50 %    | (14,2 %)    |
| Construction                                               | 2       | 33,3 %  | (13,9 %)    |
| Activités immobilières                                     | 1       | 16,7 %  | (3,9 %)     |

Le secteur de l'industrie manufacturière, des industries extractives et autres est prépondérant sur la commune puisqu'il représente 50 % du nombre total d'établissements de la commune (3 sur les 6 entreprises implantées à la La Besseyre-Saint-Mary), contre 14,2 % au niveau départemental.

### Agriculture
La commune fait partie de la petite région agricole dénommée « Margeride ». En 2010, l'orientation technico-économique de l'agriculture sur la commune est la production de bovins, orientation élevage et viande.
|                                   | 1988 | 2000 | 2010 |
| --------------------------------- | ---- | ---- | ---- |
| Exploitations                     | 28   | 20   | 17   |
| Superficie agricole utilisée (ha) | 971  | 964  | 1031 |

Le nombre d'exploitations agricoles en activité et ayant leur siège dans la commune est passé de 28 en 1988 à 20 en 2000 puis à 17 en 2010, soit une baisse de 39 % en 22 ans. Le même mouvement est observé à l'échelle du département qui a perdu pendant cette période 43 % de ses exploitations. La surface agricole utilisée sur la commune a quant à elle augmenté, passant de 971 ha en 1988 à 1 031 ha en 2010. Parallèlement la surface agricole utilisée moyenne par exploitation a augmenté, passant de 35 à 61 ha.

## Culture locale et patrimoine

### Lieux et monuments
- Église Saint-Mary : liée au prieuré clunisien de Lavoûte-Chilhac (1288), a été modifiée au XVe siècle grâce à la famille de Rochemure, puis rénovée au XVIIIe et XIXe siècles[38].
- Architecture civile et religieuse : château du Besset (ruines)[39] ; château de Chamblard (ancienne verrerie), maison forte à Pompeyrin.
- Stèle en hommage à Jean Chastel, habitant de La Besseyre et qui tua la Bête du Gévaudan le 19 juin 1767, à la Sogne d'Auvers[40].

### Personnalités liées à la commune
- Jean Chastel (1708-1789), paysan connu pour avoir tué la bête du Gévaudan.